# RBB (Really Bad Boy)
《RBB (Really Bad Boy)》는 대한민국 걸 그룹 레드벨벳의 5번째 EP "RBB (2018)에 수록된 싱글이다. 켄지가 작사를 맡았으며, 프로듀싱은 티모시 불럭, 사라 포스버그, MZMC가 맡았다. "RBB (Really Bad Boy)"는 알앤비와 댄스 팝에 재즈와 힙합을 가미한 곡으로 "bad boy"에게서 매력을 느끼는 것을 가사로 담았다. 2018년 11월 30일 싱글과 호러 장르의 뮤직비디오가 함께 공개되었다. 곡이 발표된 이후 RBB에 대해 엇갈린 평가가 나왔다. 음악 비평가들은 대중에게 "익숙하지 않다"는 점과 "논란이 될 수 있다"고 평가를 내리기도 했고, 긍정적인 평가를 내리기도 했다. 하지만 곡은 레드벨벳의 실험적인 방식 덕분의 과감성으로 칭찬을 받기도 했다. 대한민국에서 RBB는 가온 디지털 차트에서 10위 안에 들었으며, 해외에서는 더 큰 성공을 거두어 빌보드의 세계 디지털 곡에서는 1위를 달성했다.

## 배경 및 발매
Summer Magic이 공개된 지 3개월 뒤에 SM 엔터테인먼트는 레드벨벳이 11월 새로운 EP로 돌아올 것이라고 이야기했으며, 제목은 RBB였다. V Live 방송에서 멤버 예리는 다른 타이틀 트랙에 비해 앨범을 위한 준비가 더 길었다고 말했고, 멤버 슬기는 곡이 "매우 다를 것"이라고 언급했다. 2018년 11월 30일 RBB의 뮤직비디오가 공개되었고, EP의 디지털 음반도 동시에 공개되었다.

## 작곡
"RBB (Really Bad Boy)"는 SM엔터테인먼트의 켄지가 작사를 맡았고, 티모스 불럭, 사라 포스버그, MZMC가 프로듀싱을 맡았다. 벌룬 데이즈와의 인터뷰에서 불럭은 RBB가 마지막으로 작곡한 노래가 되었다고 밝혔다. 데모 버전인 불럭과 공동 작곡가 포스버그에게 전달되었고, 켄지가 쓴 한국어 가사가 추가되었다.
음악적으로 RBB는 컨템퍼러리 알앤비에 댄스 팝이 추가된 음악으로 힙합과 재즈풍의 브리지의 영향을 받은 곡으로, 레드벨벳의 6번째 "벨벳" 컨셉의 곡이다. 빌보드의 케번 케니는 RBB를 펑키한 비트를 가진 Bad Boy의 시퀄이라고 묘사하였다. 분당 150비트의 템포로 작곡된 RBB는 라장조의 절-후렴 형태의 곡이다.
가사로 보았을 때, RBB는 "Bad Boy"에게 느끼는 매력을 표현한 곡으로, 다른 친구들이 자신들에게 뭐라 하던 그에게 빠져드는 내용을 담고 있다. 레드벨벳의 목소리는 저음 B3음에서 두성으로 울려퍼지는 D6음까지 올라간다. 아이린이 비명을 지르는 음은 7옥타브이다.

## 프로모션과 뮤직비디오
2018년 11월 28일 "RBB"의 티저 비디오가 공개되었으며, 이틀 후 곡은 정식으로 공개되었다. 11월 29일 레드벨벳은 "V Live" 방송을 진행하였고, 멤버들은 "RBB"의 안무의 일부를 보여주었다. 레드벨벳은 뮤직뱅크에서 정식으로 곡을 공개하기 1시간 전 처음으로 라이브로 곡을 선보였다. 이후 레드벨벳은 인기가요, 쇼! 음악중심 등에서 곡을 선보였다.
"RBB"의 안무는 재넬 진스트라와 케이시 라이스, 최선희가 맡았으며, GDW 프로덕션 팀의 위 김이 안무 감독을 맡았다. 뮤직비디오는 베어울프를 주인공으로 하는 할로윈을 테마로 삼았으며, 레드벨벳 멤버들이 베어울프를 찾아다니며 추격전을 벌이는 것도 나온다.
RBB가 공개된 이후 빌보드와 포브스 등의 잡지는 뮤직비디오에 대해 긍정적인 평가를 내렸다. 포브스의 케이틀린 케리는 재미있고 으스스한 뮤직비디오는 "K-pop" 공연에 B급 영화를 녹인듯한 느낌을 주었다고 말했다.